# Converse, Texas
Converse là một thành phố thuộc quận Bexar, tiểu bang Texas, Hoa Kỳ. Năm 2010, dân số của xã này là 18198 người.

## Dân số
- Dân số năm 2000: 11508 người.
- Dân số năm 2010: 18198 người.